# 三谷千季
三谷 千季（みたに ちき、1995年1月2日 - ）は日本の女優。東京都出身。元ミュージカルカンパニー イッツフォーリーズ所属。現在フリーで活動。

## 来歴
- 高校卒業後、日本工学院八王子専門学校 に入学。
- 2015年4月よりミュージカルカンパニー イッツフォーリーズに入団。
- 2022年11月末をもって退団したとSNSにて報告[1]。
- 2024年1月に各SNSにて活動休止している旨を説明。
- 2025年1月に舞台復帰。
- 入団2年目より劇団外の作品に多数出演。
- 所属劇団では活発な役柄が多いが、客演の際は中性的な役からアイドルなど幅広い役柄を演じている。

## 人物
- 趣味はマスキングテープ集め、イラストを書くこと[2]。
- 特技は側転、眉毛を片方ずつ動かすこと。
- パソコン入力スピード検定2級。
- 女優を目指したきっかけは美少女戦士セーラームーン。セーラー戦士ではなく悪役に憧れた為、悪役や男役をやることが目標であると多く語っている。
- セーラームーンやシュガシュガルーン、ハチミツとクローバーなどの漫画が好きでたびたびTwitterで語っている。
- 好きな漫画家に大矢ちき、羽海野チカ、武内直子、安野モヨコ、吉田秋生、名香智子などを挙げている。
- 好きな食べ物は和菓子、もんじゃ焼き、鶏肉。
- 母が山口県出身であり、第二の故郷に山口県を挙げている。好きな山口県名物は豆子郎。
- 好きな色は黒、紫。
- 名前である「千季」は母の好きな漫画家の大矢ちきから取ったと本人は言う。 大矢の作品で好きなのは「キャンディとチョコボンボン」。
- ディズニー作品の中では「ヘラクレス」が好きで、同作のキャラクターのハデスも好きである。
- 自他ともに認める人見知りをしない性格だが、子供の頃は母の後ろに隠れるような子供だったという。劇団内でも「犬のように懐く」「皆の妹的存在」と表現されている[3]。
- 歯車や月、星のモチーフのアクセサリーを好んで付けている。

## 出演

### 舞台
2015年
- イッツフォーリーズ ミュージカルリーディング「マイストーリー〜これが私の生きる道〜」(2015年10月29日 - 11月1日、かやの木会館) - 蓬田 役

2016年
- イッツフォーリーズ ミュージカル「宮沢賢治 宛名のない手紙」(2016年2月19日 - 21日、トランクシアター) - 三毛猫・他
- Hedgehog Magic Circus #3「夏の夜の夢」(2016年7月14日 - 18日、SPACE雑遊) - フランシス・フルート/妖精 役
- LIVEDOG GIRLS 「レディ・ア・ゴーゴー!!」(2016年12月7日 - 18日、テアトルBONBON) - 田中友美 役

2017年
- イッツフォーリーズ ミュージカル「帽子屋さんのお茶の会」(2017年2月15日 - 17日、本所地域プラザBIGSHIP) - 魔法使い 役
- イッツフォーリーズ ミュージカル「ナミヤ雑貨店の奇蹟」(2017年5月17日 - 21日、ザ・ポケット) - 百点娘 役
- 座・東京みかん「金子みすゞの世界/この街で」(2017年9月23日 - 24日、座・高円寺2)
- オフィス櫻華「秋桜色の恋の詩」(2017年11月15日 - 19日、八幡山ワーサルシアター) - れん 役

2018年
- パン・プランニング主催公演 ラジオドラマ風朗読劇「火の無い所に！〜スガナレルより〜」(2018年3月18日 - 21日、築地ブディストホール)
- パン・プランニング主催公演 ミュージカル「ブルースな日々〜夢に向かって〜」(2018年6月14日 - 17日、築地ブディストホール)
- LIVEDOG GIRLS「エデンの空に降りゆく星唄」(2018年8月4日 - 12日、新宿村LIVE) - 有賀いつき 役
- 制作山口ちはるプロデュース「ロックでもない人生〜ライブバージョン〜」(2018年9月21日 - 23日、下北沢 ライブハウス近松) - 店員女 役
- Air Studio 「GO,JET!GO!GO!vol.5」(2018年10月17日 - 21日、東日本橋・A-Garage) - マリア 役

2019年
- Air Studio 「GO,JET!GO!GO!vol.7」(2019年1月17日-29日、東日本橋・A-Garage) - 早紀 役
- Rebel Group 「そもそも石段の先に大霊界があるのが」(2019年3月20日-24日、シアターブラッツ) - リンネ 役
- 演劇集団ワンダーランド 「過激にして愛嬌あり 宮武外骨伝」(2019年6月5日-9日、座・高円寺1)
- オフィス櫻華「波音に青く微笑みを」(2019年9月25日-29日、コフレリオ新宿シアター) - サラ 役
- 劇団そらたま 「Only〜地獄の中のオーケストラ〜」(2019年11月13日-17日、中野ザ・ポケット) - トロン・マウス 役

2020年
- 撃弾家族「familia〜雨上がりの夜空に〜」(2020年3月25日-29日、池袋シアターKASSAI ) - 福田流華 役

2021年
- ぱすてるからっと「murderHolic」(2021年7月22日-25日、池袋シアターグリーン BOXinBOX THEATER) - 田中 役
- ILLUMINUS 「女王演義」(2021年10月23日-31日、六行会ホール)

2022年
- Air Studio 「GO,JET!GO!GO!vol.13 憂鬱なブラッディサマー」(2022年10月5日-10日、A-Garage)　- 早紀 役

### コンサート・イベント
2016年
- イッツフォーリーズ「イッツフォーリーズの原点」(2016年6月16日、あうるすぽっと)
- 「麻布十番納涼まつり」(2016年8月27日-28日)

2019年
- Air studio「GO,JET!SPECIAL LIVE!!!2019」(2019年2月2日-3日、東日本橋・A-Garage)

### 映像
2013年
- TBS ドラマ「安堂ロイド」
- CM「日本工学院専門学校」

2016年
- 「牙狼 GARO 〜魔戒烈伝〜」
- CM セコム「2020年をセコムする編」

2017年
- 映画「帝一の國」
- CM レオパレス21「大学受験篇」